# Naves, Corrèze
Naves (occitanska: Navas) är en kommun i departementet Corrèze i regionen Nouvelle-Aquitaine i de centrala delarna av Frankrike. Kommunen ligger  i kantonen Tulle-Campagne-Nord som tillhör arrondissementet Tulle. År 2022 hade Naves 2 318 invånare.

## Befolkningsutveckling
Antalet invånare i kommunen Naves
Referens:INSEE